# Al Noor Tower
Al Noor Tower était un projet de gratte-ciel de 540 mètres qui devait être construit à Casablanca, au Maroc ce qui en aurait fait  le plus haut bâtiment d'Afrique. Cependant ce projet fut abandonné pour des raisons d'hauteurs (la politique de la ville de Casablanca impose que toute architecture ne peut dépasser la hauteur du minaret de la mosquée Hassan 2, soit 210 mètres de haut) ainsi que des besoins non appropriés à la population marocaine. Le concept de la tour a été créé par un designer français, Amédée Santalo, basé à Dubai.
Le projet seras remis a rabat.
Sources : https://docs.wixstatic.com/ugd/8f4981_098afb9ff87b4c8f8fa089b151270626.pdf
https://www.alnoortower.com/official-communication